# Електрофільне ароматичне заміщення
Електрофільне ароматичне заміщення (англ. Electrophilic aromatic substitution) — тип реакції електрофільного заміщення на ароматичному кільці. Він є найпоширенішим і найважливішим серед реакцій заміщення ароматичних сполук.

## Механізм реакції
Для ароматичних систем фактично існує один механізм електрофільного заміщення — SEAr. Механізм SE1 (за аналогією з механізмом SN1) — зустрічається вкрай рідко, а SE2 (відповідний за аналогією SN2) — не зустрічається зовсім.
Механізм реакції SEAr складається з двох стадій. На першому етапі відбувається приєднання електрофіла, на другому — відщеплення електрофуга:
В ході реакції утворюється проміжний додатно заряджений інтермедіат (на малюнку — 2b). Його називають інтермедіат Веланда, аренієвий іон, ареній-катіон або σ-комплекс. Цей комплекс, як правило, дуже реакцієздатний і легко стабілізується, швидко відщеплюючи катіон.
Лімітувальною стадією в переважній більшості реакцій SEAr є перший етап.
Швидкість реакції SEAr зазвичай подається в такому вигляді:
| Швидкість реакції = k*[ArX]*[E+] |

Атакувальною частинкою зазвичай виступають відносно слабкі електрофіли, тому в більшості випадків реакція SEAr протікає під дією каталізатора — кислоти Льюїса. Частіше за інших використовуються AlCl3, FeCl3, FeBr3, ZnCl2.
У цьому випадку механізм реакції виглядає так (на прикладі хлорування бензолу, каталізатор FeCl3):
1. На першому етапі каталізатор взаємодіє з атакувальною частинкою з утворенням активного електрофільного агента:
{\displaystyle {\mathsf {Cl\!\!-\!\!Cl+FeCl_{3}}}\rightleftarrows {\mathsf {Cl\!\!-\!\!Cl^{+}}}\!\cdot \cdot \cdot {\mathsf {FeCl_{3}^{-}}}\rightleftarrows {\mathsf {Cl^{+}FeCl_{4}^{-}}}}
2. На другому етапі, власне, й реалізується механізм SEAr:

#### Пряме електрофільне амінування
Реакція прямого електрофільного амінування ароматичних вуглеводнів з отриманням ароматичних амінів довгий час вважалася неможливою. Над пошуком умов такої реакції і її здійсненням працювали низка хіміків протягом багатьох років, зокрема лауреат Нобелівської премії з хімії Джордж Ола, проте безуспішно. 2019 року російські вчені з Томського політехнічного університету під керівництвом керівника Науково-освітнього центру ім. Н. М. Кіжнера [Архівовано 26 листопада 2020 у Wayback Machine.] професора В. Д. Філімонова вперше в світі здійснили реакцію прямого електрофільного амінування ароматичного ядра. Томські дослідники довели, що пряме амінування аренів гідразойною кислотою йде за класичним механізмом SEAr, причому електрофілом є катіон амінодіазонію H2N3+. Особливість електронної структури H2N3+ була описана з використанням нового методу трасування молекулярних орбіталей. За допомогою методів квантової хімії дослідники описали всі стадії реакції прямого амінування і знайшли інтермедіат — проміжну сполуку, через яку йде реакція. Нею виявилася сіль амінодіазонію. Швидкість реакції прямого амінування визначається раннім перехідним станом між π- і σ-комплексами. Російські хіміки показали, що за своїм механізмом реакція прямого амінування аренів HN3 близька до реакцій нітрування і галогенування, займаючи проміжне положення між ними. Дослідники сподіваються, що відкрита ними нова хімічна реакція не тільки значно полегшить отримання вихідної сировини для багатьох лікарських препаратів і іншої корисної продукції, але й підкаже хімікам шляхи здійснення багаторічної мрії — прямого синтезу аніліну з бензолу. Результати дослідження опубліковано в журналі Chemistry Select.

### Типові реакції ароматичного електрофільного заміщення
1. Нітрування ароматичних систем азотною кислотою в присутності сульфатної кислоти з отриманням нітросполук:
Утворення активної частинки:
{\displaystyle {\mathsf {HNO_{3}+2H_{2}SO_{4}}}\rightarrow {\mathsf {NO_{2}^{+}+H_{3}O^{+}+2HSO_{4}^{-}}}}
| Швидкість реакції = k*[ArH]*[NO2+] |

2. Сульфування бензолу з отриманням сульфокислоти:
Активною частинкою в реакції є SO3.
3. Галогенування бензолу бромом, хлором або йодом призводить до утворення арілгалогенідів. Каталізатором реакції виступає галогенід заліза(III):
Утворення активної частинки:
{\displaystyle {\mathsf {X_{2}+FeX_{3}}}\rightarrow {\mathsf {X^{+}+FeX_{4}^{-}}}}
| Швидкість реакції = k*[ArH]*[X2]*[FeX3] |

4. Реакція Фріделя-Крафтса — ацилювання або алкілювання з використанням ацил- або алкілгалогенідів. Типовим каталізатором реакції служить хлорид алюмінію, але може використовуватися будь-яка інша сильна кислота Льюїса.
| Швидкість реакції = k*[ArH]*[RX]*[AlCl3] |

### Реакційна здатність і орієнтація в похідних бензолу
Замісники в бензольному кільці можуть як сприяти реакції заміщення (активувальні замісники), так і сповільнювати швидкість реакції (дезактивувальні замісники). Деякі групи орієнтують заміщення в орто- і пара- положення, інші — в мета.
Вплив різних груп на реакційну здатність пояснюється стійкістю, інакше кажучи, енергією активації, що вимагається для отримання трьох можливих проміжних інтермедіатів.
Реакційна здатність і орієнтація різних груп у похідних бензолу:
| Положення               | Сильноактивувальні замісники | Активувальні замісники     | Дезактивувальні замісники  | Сильно дезактивувальні замісники |
| ----------------------- | ---------------------------- | -------------------------- | -------------------------- | -------------------------------- |
| орто- і пара- заміщення | OH, NH2, NHR, NRR'           | Ar, R, OR, NHCOR, OCOR, SR | Cl, Br, I                  | немає                            |
| мета- заміщення         | немає                        | немає                      | CHO, COR, COOH, COOR, CCl3 | NO2, CN, NH3+                    |

У заміщених бензолах можлива так звана іпсо- атака, тобто заміщення наявного замісника іншим: